# Мар'янівський орнітологічний заказник
Мар'я́нівський зака́зник — орнітологічний заказник місцевого значення в Україні. Розташований у межах Костопільського району Рівненської області, біля села Мар'янівка. 
Площа 215 га. Статус присвоєно згідно з рішенням облвиконкому № 343 від 22.11.1983 року (зі змінами рішення облвиконкому № 98 від 18.06.1991 року та рішення облради № 1331 від 25.09.2009 року). Перебуває у віданні ДП «Костопільський лісгосп» (Моквинське л-во: кв. 25, вид. 3, 4, 5, 7-12, 18-20, 21, 23-25, 29, 48-50; кв. 29, вид. 5-7, 19-21; кв. 30, вид. 1, 2, 5, 6, 25, 26; кв. 31, вид. 1, 2, 10, 27, 28. Костопільське л-во: кв. 21, вид. 1-16, 25-28). 
Заказник служить резерватом орнітофауни південної частини Рівненського Полісся. Серед багатьох видів птахів особливо цінним є лелека чорний, занесений до Червоної книги України. Крім нього виявлені чапля сіра, лебідь-шипун, крижень, попелюх, курочка водяна, куріпка сіра, орябок, слуква, очеретянка велика та очеретянка ставкова, вівсянка очеретяна, синиця вусата та інші.